# Басня

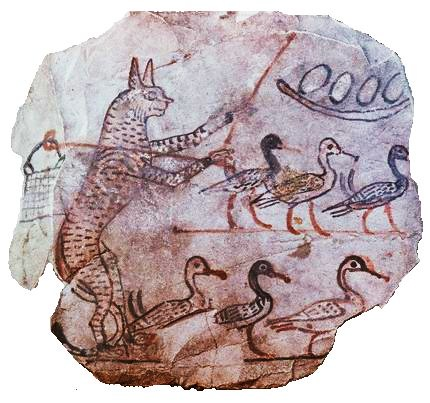
Антропоморфный кот, сторожащий гусей, Египет, около 1120 года до н. э.

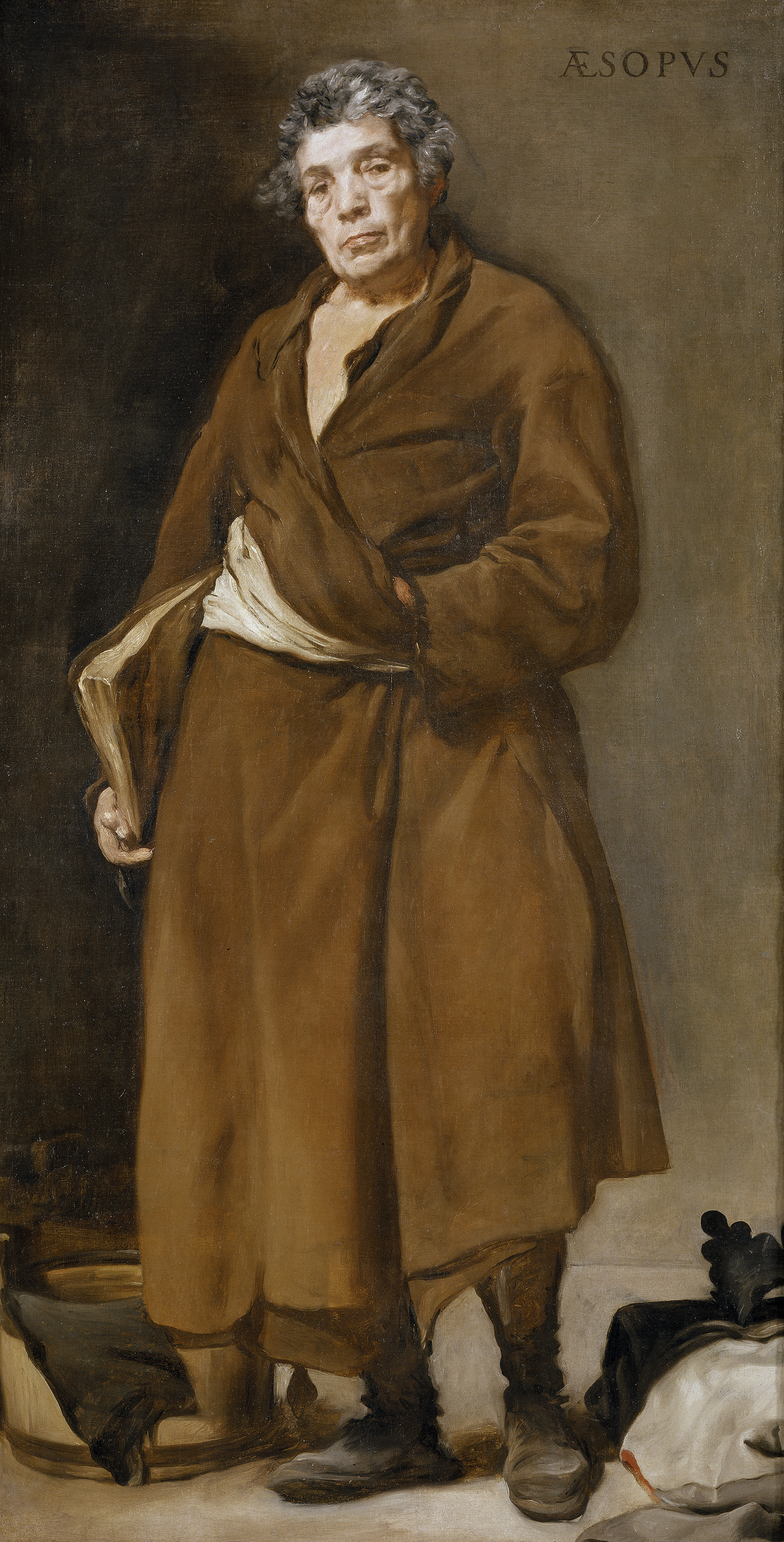
Эзоп, Веласкес

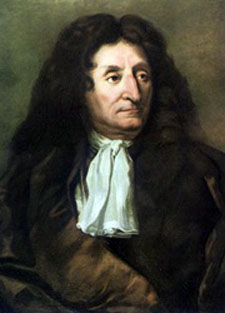
Жан Лафонтен

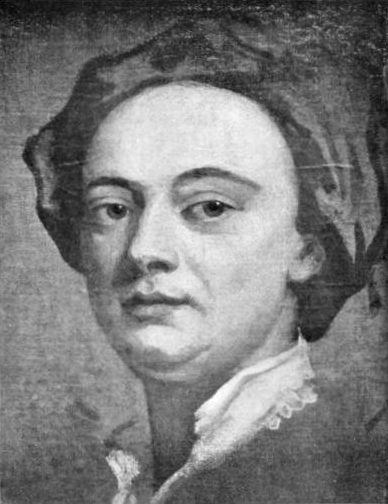
Джон Гей

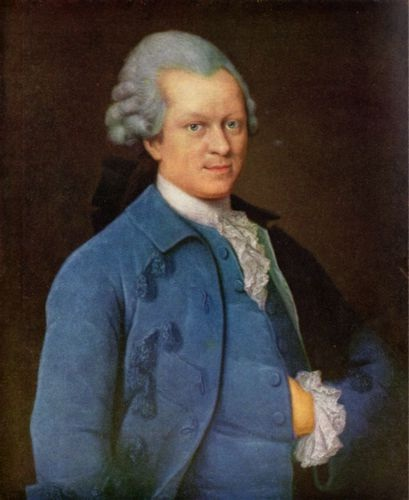
Готхольд Лессинг

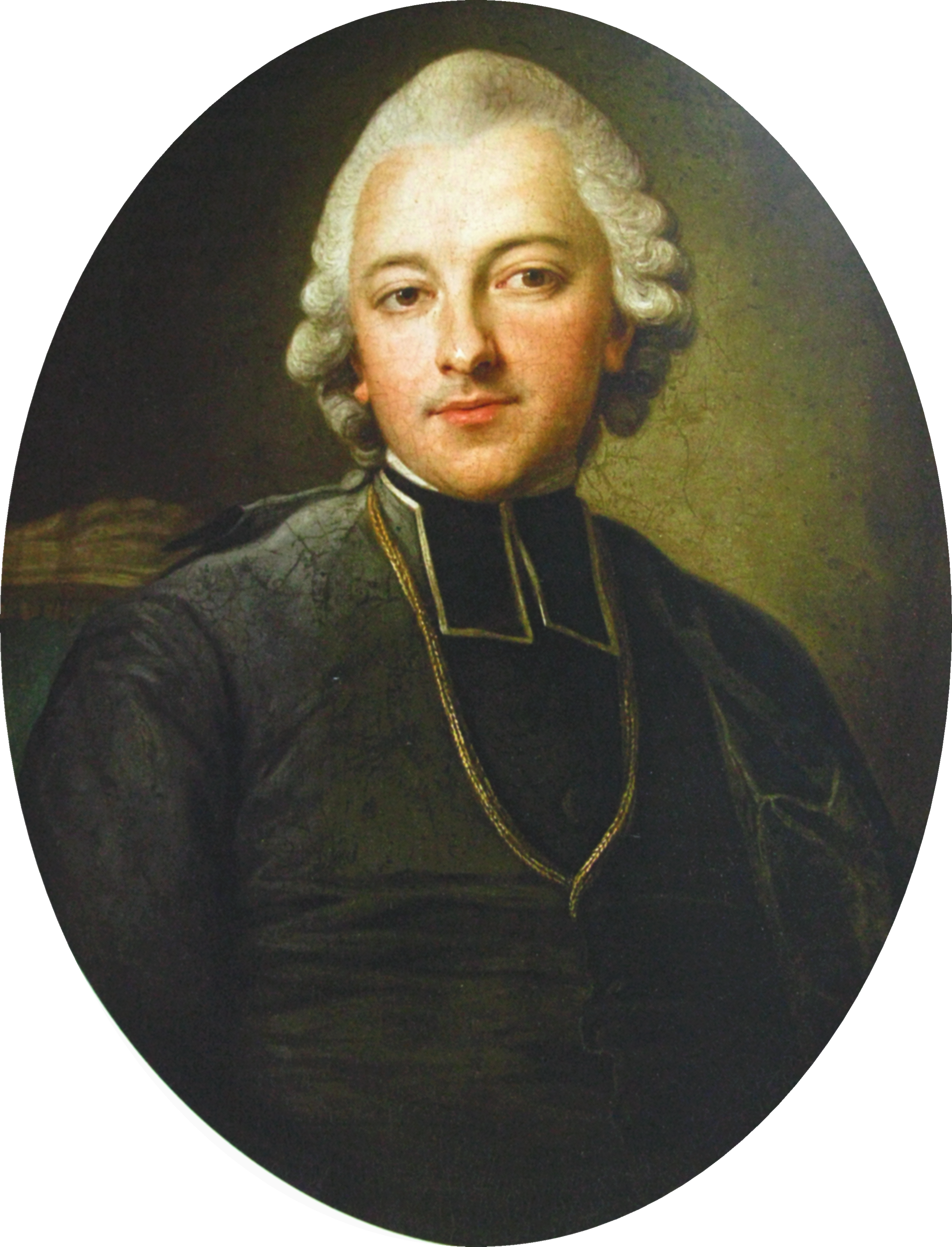
Игнацы Красицкий

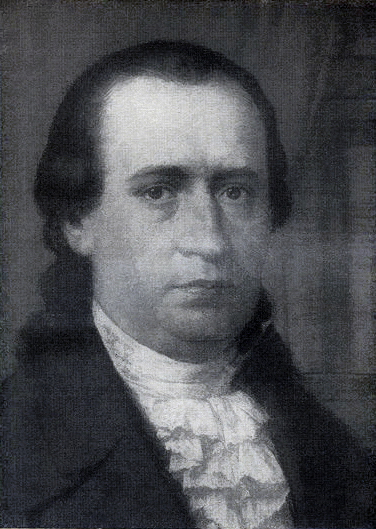
Доситей Обрадович

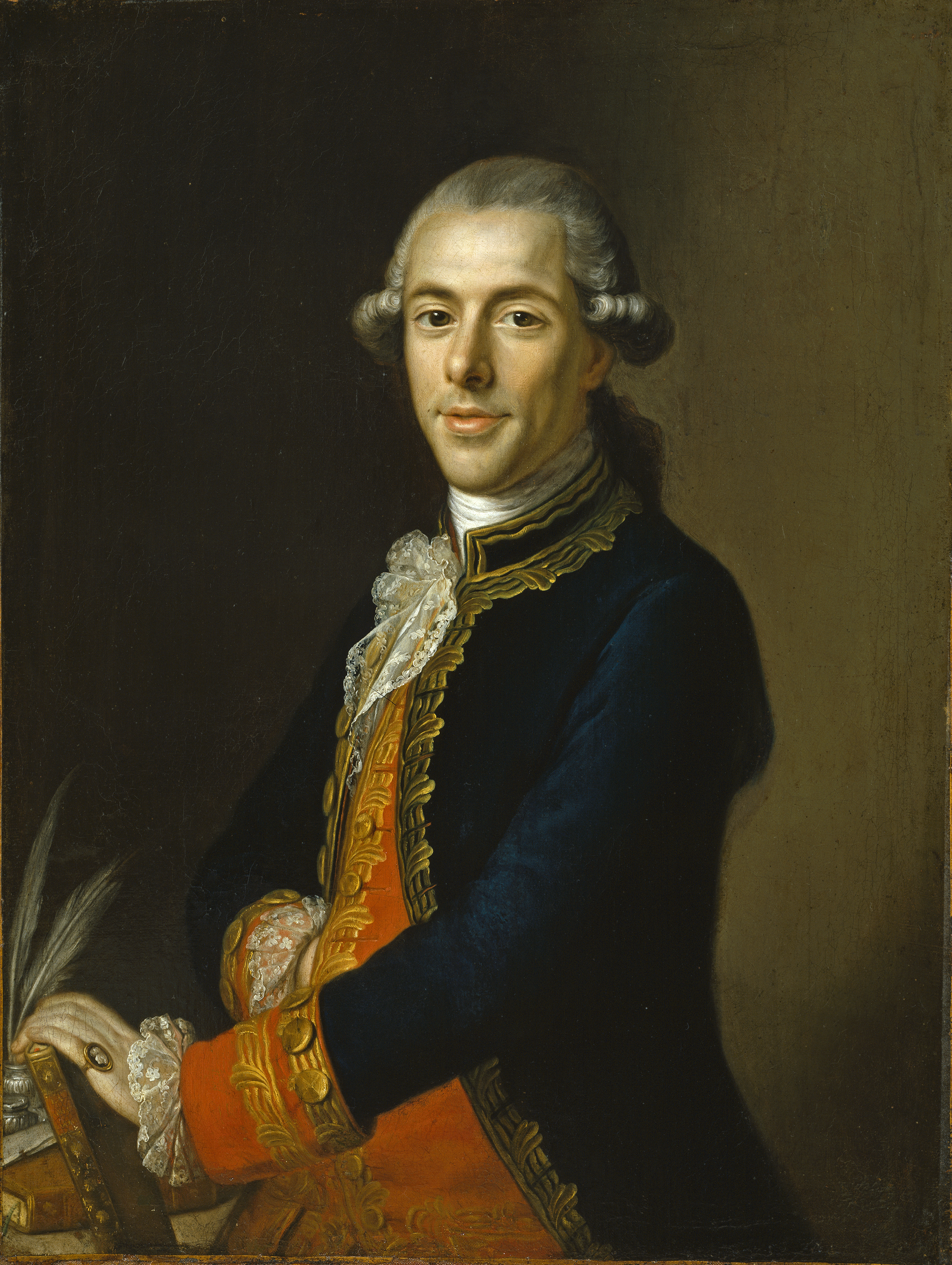
Томас Ириарте

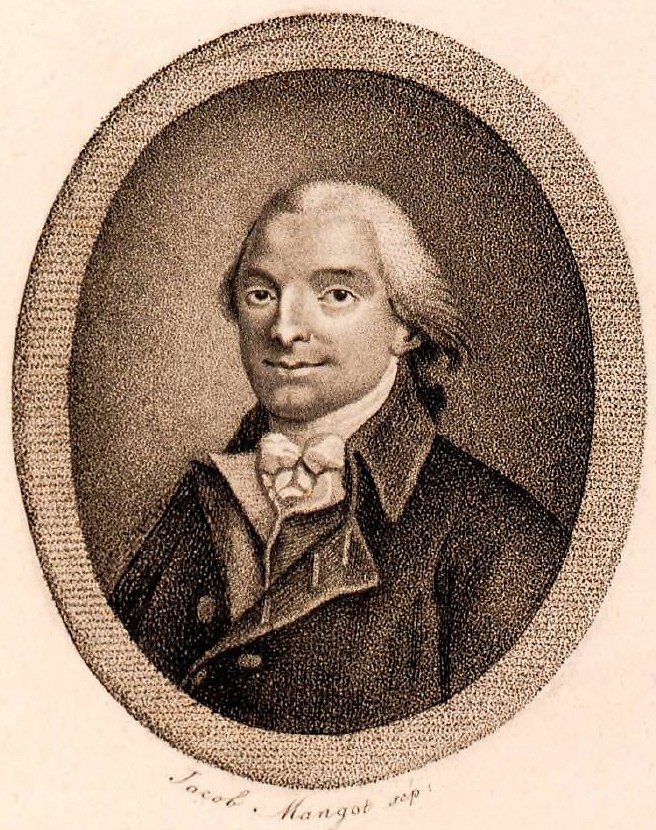
Жан-Пьер Клари де Флориан

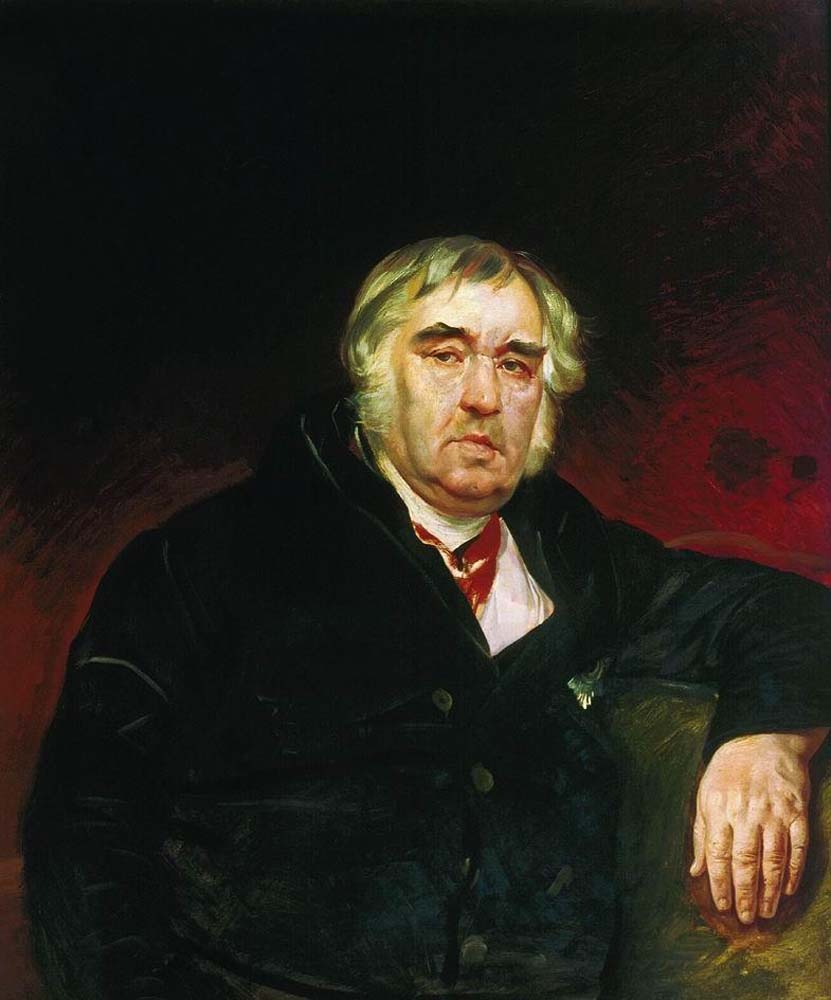
Иван Андреевич Крылов

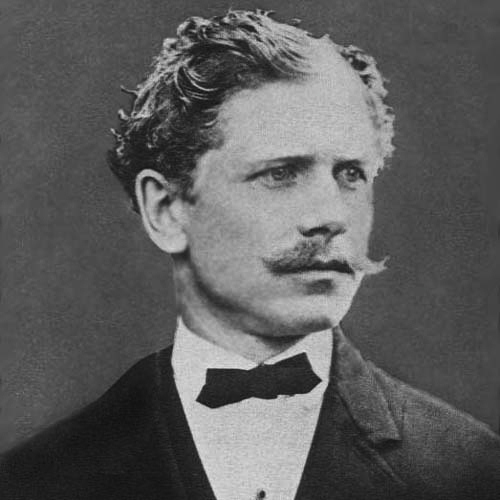
Амброз Бирс

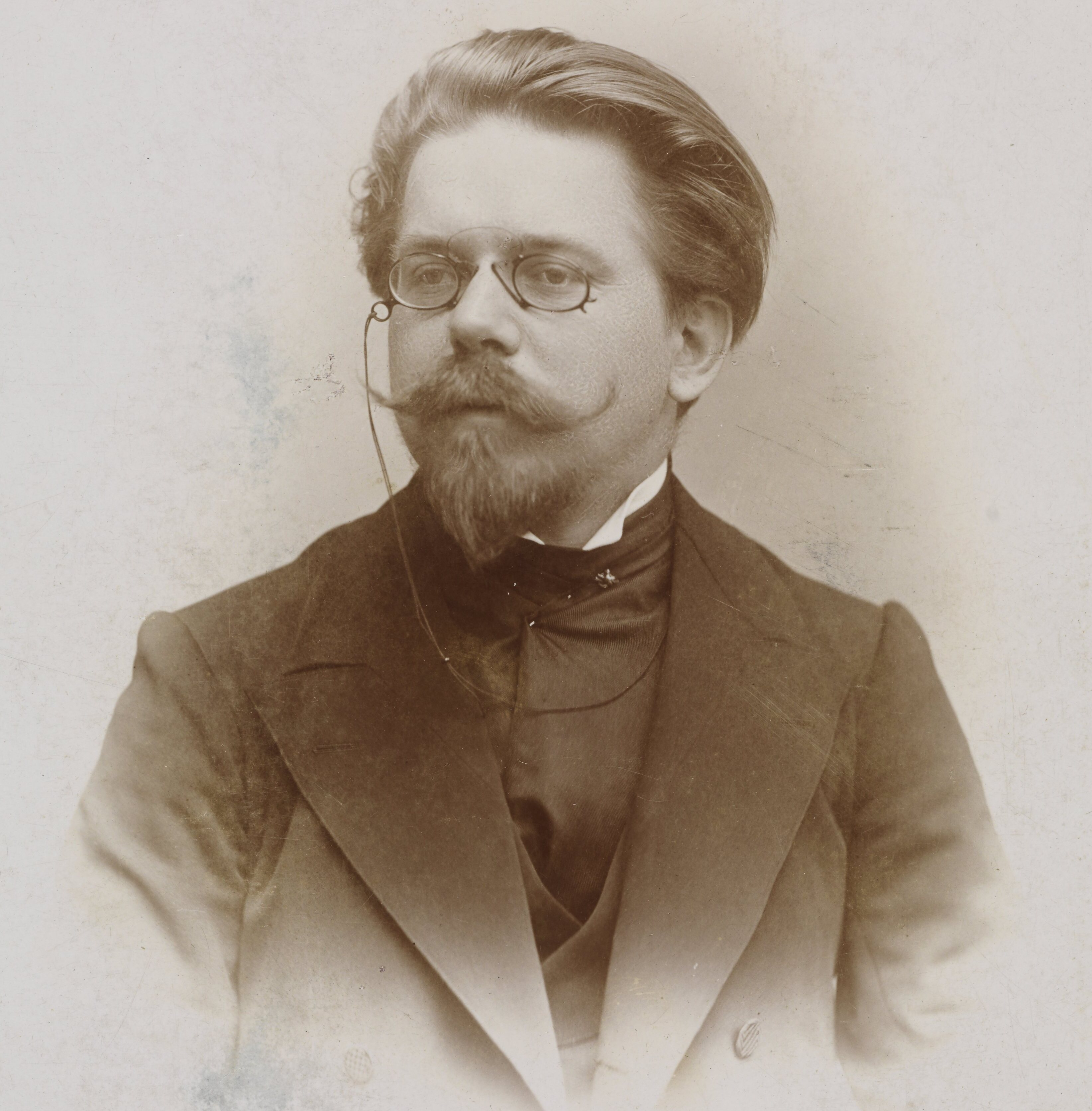
Владислав Реймонт

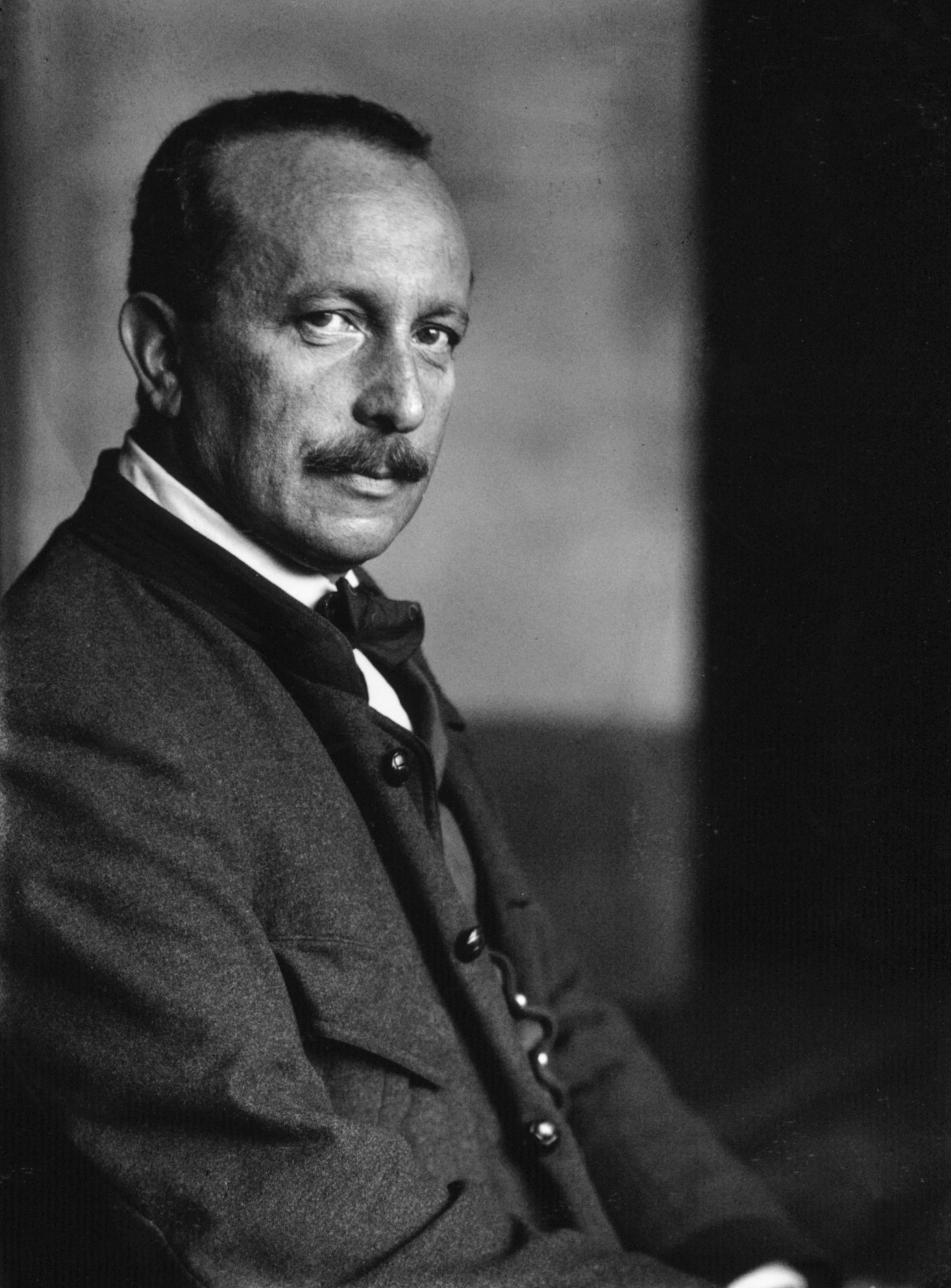
Феликс Зальтен

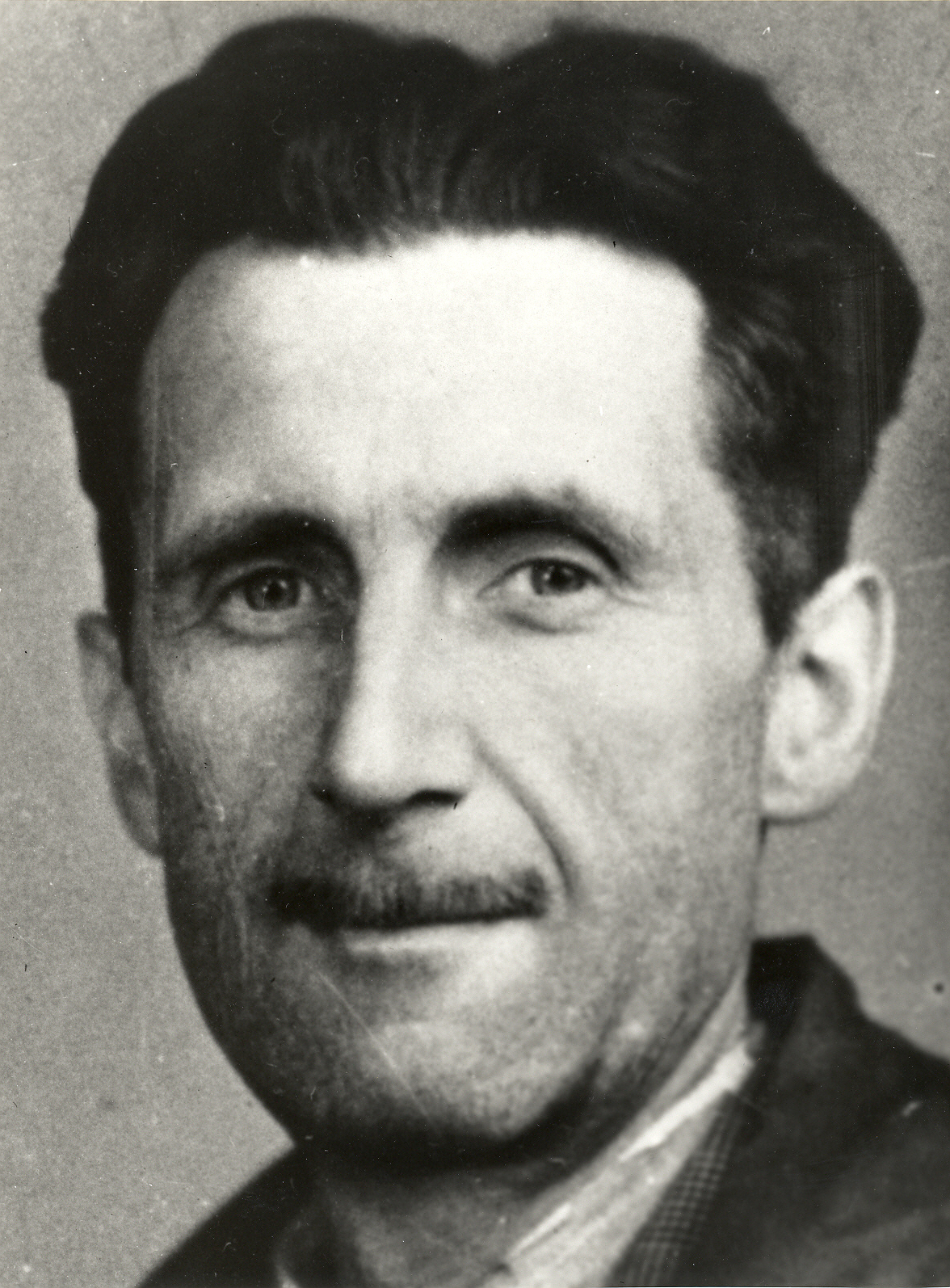
Джордж Оруэлл

Ба́сня — жанр дидактической литературы: короткий рассказ в стихах или прозе с прямо сформулированным моральным выводом, придающим рассказу аллегорический смысл. В конце или в начале басни содержится краткое нравоучительное заключение — так называемая мораль. Действующими лицами обычно выступают животные, растения, вещи. В басне высмеиваются пороки людей.
Басня — один из древнейших литературных жанров. В Древней Греции был знаменит Эзоп (VI—V века до н. э.), писавший басни в прозе. В Риме — Федр (I век н. э.). В Индии сборник басен «Панчатантра» относится к III веку. Виднейшим баснописцем нового времени был французский поэт Жан Лафонтен (XVII век).
В России развитие жанра басни относится к середине XVIII — началу XIX веков и связано с именами А. П. Сумарокова, И. И. Хемницера, А. Е. Измайлова, И. И. Дмитриева, хотя первые опыты стихотворных басен были ещё в XVII веке у Симеона Полоцкого и в первой половине XVIII века у А. Д. Кантемира, В. К. Тредиаковского. В русской поэзии вырабатывается басенный вольный стих, передающий интонации непринуждённого и лукавого сказа.
Басни И. А. Крылова с их реалистической живостью, здравомысленным юмором и превосходным языком знаменовали расцвет этого жанра в России. В советское время приобрели популярность басни Демьяна Бедного, Сергея Михалкова и другие.

## История

### Происхождение
Существуют две концепции происхождения басни. Первая представлена немецкой школой Отто Крузиуса, А. Хаусрата и др., вторая — американским учёным Б. Э. Перри. Согласно первой концепции, в басне первично повествование, а мораль вторична; басня происходит из сказки о животных, а сказка о животных — из мифа. Согласно второй концепции, в басне первична мораль; басня близка сравнениям, пословицам и поговоркам; как и они, басня возникает как вспомогательное средство аргументации. Первая точка зрения восходит к романтической теории Якоба Гримма, вторая возрождает рационалистическую концепцию Лессинга.
Филологов XIX века долго занимала полемика о приоритете греческой или индийской басни. Теперь можно считать почти несомненным, что общим истоком материала греческой и индийской басни была шумеро-вавилонская басня.

### Античность

#### Греческая литература
Прежде чем басня стала самостоятельным литературным жанром, она прошла в своём развитии стадии поучительного примера или притчи, а затем фольклорную. От древнейшей стадии сохранились лишь два образца. Это знаменитая притча (αινος) Одиссея (Od. XIV, 457—506) и две притчи, которыми обмениваются Тевкр и Менелай в «Аянте» Софокла (ст. 1142—1158).
Сложившуюся форму устной басни, соответствующую второму периоду развития жанра, мы впервые в греческой литературе находим у Гесиода. Это — знаменитая притча (αινος) о соловье и ястребе («Труды и дни», 202—212), обращённая к жестоким и несправедливым властителям. В притче Гесиода мы уже встречаем все признаки басенного жанра: животных-персонажей, действие вне времени и пространства, сентенциозную мораль в устах ястреба.
Греческая поэзия VII—VI веков до н. э. известна лишь в скудных отрывках; некоторые из этих отрывков отдельными образами перекликаются с известными впоследствии басенными сюжетами. Это позволяет утверждать, что основные басенные сюжеты классического репертуара уже сложились к этому времени в народном творчестве. В одном из своих стихотворений Архилох (отр. 88— 95 Б) упоминает «притчу» о том, как лису обидел орёл и был наказан за это богами; в другом стихотворении (отр. 81—83 Б) он рассказывает «притчу» о лисе и обезьяне. Стесихору Аристотель приписывает выступление перед гражданами Гимеры с басней о коне и олене применительно к угрозе тирании Фаларида («Риторика», II, 20, 1393b). «Карийскую притчу» о рыбаке и осьминоге, по свидетельству Диогениана, использовали Симонид Кеосский и Тимокреонт. Достаточно отчётливо выступает басенная форма и в анонимном схолии о змее и раке, приводимом у Афинея (XV, 695а).
Греческая литература классического периода уже опирается на вполне сложившуюся традицию устной басни. Геродот ввёл басню в историографию: у него Кир поучает слишком поздно подчинившихся ионян «басней» (logos) о рыбаке-флейтисте (I, 141). Эсхил пользовался басней в трагедии: сохранился отрывок, излагающий «славную ливийскую басню» (logos) об орле, поражённом стрелой с орлиными перьями. У Аристофана Писфетер в разговоре с птицами блистательно аргументирует баснями Эзопа о жаворонке, похоронившем отца в собственной голове («Птицы», 471—476) и о лисице, обиженной орлом («Птицы», 651—653), а Тригей ссылается на басню в объяснение своего полёта на навозном жуке («Мир», 129—130), а вся заключительная часть комедии «Осы» построена на обыгрывании некстати применяемых Филоклеоном басен.
Демокрит поминает «Эзоповскую собаку», которую погубила жадность (отр. 224 D.); близки к этому жанру Продик в своей знаменитой аллегории о Геракле на распутье (Ксенофонт, «Воспоминания о Сократе», II, 1) и Протагор в своей басне (mythos) о сотворении человека (Платон, «Протагор», 320 с сл.); Антисфен ссылается на басню о львах и зайцах (Аристотель, «Политика», III, 8, 1284а, 15); его ученик Диоген сочиняет диалоги «Леопард» и «Галка» (Диог. Лаэрт., VI, 80). Сократ у Ксенофонта рассказывает басню о собаке и овцах («Воспоминания», II, 7, 13—14), у Платона он вспоминает, что говорила «в Эзоповой басне» (mythos) лисица больному льву о следах, ведущих в его пещеру («Алкивиад I», 123а), и даже сам сочиняет в подражание Эзопу басню о том, как природа неразрывно связала страдание с наслаждением («Федон», 60с). Платон даже утверждает, что Сократ, никогда ничего не сочинявший, незадолго до смерти переложил в стихи Эзоповы басни («Федон», 60с) — рассказ явно вымышленный, но охотно принятый на веру потомками (Плутарх, «Как слушать поэтов», 16 с; Диог. Лаэрт., II, 42).

#### Риторика
На рубеже классической и эллинистической эпохи из «высокой» литературы басня опускается в литературу учебную, предназначенную для детей, и в литературу популярную, обращённую к необразованной низовой публике. Басня становится монополией школьных учителей и философских проповедников. Так возникают первые сборники басен (для нужд преподавания), и начинается третий период истории басенного жанра в античности — период перехода от устной басни к литературной. Первый сборник Эзоповых басен, о котором до нас дошло упоминание,— это «Logon Aisopeion Synagoge» Деметрия Фалерского, составленный на рубеже IV и III веков до н. э. Деметрий Фалерский был философом-перипатетиком, учеником Теофраста; кроме того, он был оратором и теоретиком красноречия. Сборник Деметрия, по-видимому, послужил основой и образцом для всех позднейших записей басен. Ещё в византийскую эпоху под его именем издавались басенные сборники.
Сборники таких записей были, прежде всего, сырым материалом для школьных риторических упражнений, но рано перестали быть исключительным достоянием школы и стали читаться и переписываться как настоящие «народные книги». Поздние рукописи таких сборников дошли до нас в очень большом количестве под условным названием «басен Эзопа». Исследователи различают среди них три основных рецензии (редакции):
- древнейшая, так называемая Августанская, восходит, по-видимому, к I—II векам н. э., и написана на обиходной койнэ того времени;
- вторая, так называемая Венская, относится к VI—VII векам и перерабатывает текст в духе народного просторечия;
- третья, так называемая Аккурсиевская, распадающаяся на несколько субрецензий, создалась во время одного из византийских Возрождений (по мнению одних учёных — в IX веке, а согласно версии других — в XIV веке) и переработана в духе аттицизма, модного в тогдашней литературе.

Августанская редакция — собрание двухсот с лишним басен, все они более или менее однородны по типу и охватывают тот круг басенных сюжетов, который впоследствии стал наиболее традиционным. Запись басен проста и кратка, ограничивается передачей сюжетной основы без всяких второстепенных подробностей и мотивировок, тяготеет к стереотипным формулам для повторяющихся сюжетных моментов. Отдельные сборники басен сильно различаются и по составу, и по словесной редакции.
В риторической школе басня заняла твёрдое место среди «прогимнасм» — подготовительных упражнений, с которых начиналось обучение ритора. Число прогимнасм колебалось от 12 до 15; в окончательно установившейся системе их последовательность была такова: басня, рассказ, хрия, сентенция, опровержение и утверждение, общее место, похвала и порицание, сравнение, этопея, описание, разбор, законоположение. Басня в числе других простейших прогимнасм, по-видимому, первоначально преподавалась грамматиком и лишь потом перешла в ведение ритора. Пособием к изучению прогимнасм служили специальные учебники, содержавшие теоретическую характеристику и образцы каждого рода упражнений. До нас дошло четыре таких учебника, принадлежащих риторам Феону (конец I — начало II в. н. э.), Гермогену (II в.), Афтонию (IV в.) и Николаю (V в.), а также обширные комментарии к ним, составленные уже в византийскую эпоху, но по материалам той же античной традиции (особенно богат материалом комментарий к Афтонию, составленный Доксопатром, XII век). Общее определение басни, единогласно принятое всеми прогимнасматиками, гласит: «Басня есть вымышленный рассказ, являющий образ истины» (mythes esti logos pseudes, eikônizôn aletheian). Мораль в басне определялась так: «Это — сентенция (logos), прибавляемая к басне и разъясняющая содержащийся в ней полезный смысл». Мораль, поставленная в начале басни, называется промифий, мораль в конце басни — эпимифий.
Место басни среди других форм аргументации наметил ещё Аристотель в «Риторике» (II, 20, 1393а23—1394а 18). Аристотель различает в риторике два способа убеждения — пример (др.-греч. παράδειγμα) и энтимему (др.-греч. ἐνθύμημα), соответственно аналогичные индукции и дедукции в логике. Пример подразделяется на пример исторический и пример вымышленный; пример вымышленный, в свою очередь, подразделяется на параболу (то есть условный пример) и басню (то есть конкретный пример). Разработка басни в теории и на практике была замкнута в стенах грамматических и риторских школ, в публичную ораторскую практику басни не проникали.

#### Римская литература
В римской литературе в «ямбах» Каллимаха из Кирены мы находим две кстати вставленные басни. В «Сатурах» Энния пересказывалась стихами басня о жаворонке и жнеце, а у его продолжателя Луцилия — басня о льве и лисице. Гораций приводит басни о полевой и городской мыши («Сатиры», II, 6, 80—117), о коне и олене («Послания», I, 10, 34— 38), об объевшейся лисе («Послания», I, 7, 29—33), о лягушке, подражавшей быку («Сатиры», II, 3, 314—319), и о лисе, подражавшей льву («Сатиры», II, 3, 186), о льве и лисице («Послания», I, 1, 73—75), о галке в краденых перьях («Послания», I, 3, 18—20), себя и свою книгу сравнивает с погонщиком и ослом («Послания», I, 20, 14—15), при виде хитреца думает о вороне и лисице («Сатиры», II, 5, 55), при виде невежд — об осле и лире («Послания», II, 1, 199). На рубеже нашей эры начинается период становления литературной басни.
В литературной басне наметились два противоположные направления в развитии басенного жанра: плебейское, моралистическое направление Федра (басня-сатира) и аристократическое, эстетское направление Бабрия (басня-сказка). Вся позднелатинская басенная литература восходит в конечном счёте или к Федру, или к Бабрию. Продолжателем бабриевской линии басни в римской литературе был Авиан. Продолжением федровской традиции был позднелатинский сборник басен, известный как «Ромул».

### Средние века
Всеобщий культурный упадок «тёмных веков» одинаково погрузил в забвение и Авиана и «Ромула», откуда их извлекло новое оживление средневековой культуры в XII веке. Начиная с этого времени мы находим в средневековой латинской литературе не меньше 12 переработок «Ромула» и не меньше 8 переработок Авиана.
- По-видимому, около XI века возникла редакция, известная как «Нилантов Ромул» (назван так по имени филолога И. Ф. Ниланта, впервые издавшего этот сборник в 1709 году) из 50 басен; местами заметна христианизация моралей.
- Вероятно, в начале XII века «Нилантов Ромул» был переведён на английский язык и дополнен многочисленными сюжетами новоевропейского происхождения — сказками, легендами, фаблио и т. п.— авторство получившегося сборника было приписано знаменитому королю Альфреду. Этот «Английский Ромул» не сохранился.
- Однако в последней трети XII века он был переведён стихами на французский язык англо-нормандской поэтессой Марией Французской (под названием «Изопет») и в этом виде получил широкую известность; а со сборника Марии Французской были сделаны два обратных перевода на латинский язык.
  - Это, во-первых, так называемый «Расширенный Ромул», сборник 136 басен (79 басен из «Ромула», 57 разрабатывают новые сюжеты), изложенных очень подробно, грубоватым сказочным стилем; сборник послужил основой для двух немецких переводов.
  - Во-вторых, это так называемый «Робертов Ромул» (по имени первоиздателя, 1825 год), сборник 22 басен, изложенных сжато, без какого-либо сказочного влияния и с притязанием на изящество.

Ещё два стихотворных переложения были сделаны во второй половине XII века. Оба переложения сделаны элегическим дистихом, но различны по стилю.
- Первое из них содержит 60 басен: изложение очень риторически пышное, изобилующее антитезами, анноминациями, параллелизмами и пр. Этот сборник пользовался огромной популярностью до самого Возрождения (более 70 рукописей, 39 изданий только в XV веке) и не раз переводился на французский, немецкий и итальянский языки (среди этих переводов — знаменитый «Лионский Изопет»). Имя автора не было обозначено; с 1610 года, когда Исаак Невелет включил этот сборник в своё издание «Mythologia Aesopica», за ним закрепилось обозначение Anonymus Neveleti.
- Второй сборник стихотворных переложений «Ромула» был составлен несколько позже; его автор — Александр Неккам. Его сборник озаглавлен «Новый Эзоп» и состоит из 42 басен. Неккам пишет проще и ближе держится оригинала. Поначалу сборник Неккама имел успех, но скоро его полностью затмил Anonymus Neveleti, и он оставался в неизвестности вплоть до XIX века.

Из «Ромула» извлечены басни, вставленные в «Зерцало историческое» Винцента из Бове (XIII век) — первую часть огромной средневековой энциклопедии в 82 книгах. Здесь (IV, 2—3) автор, дойдя в своём изложении до «первого года царствования царя Кира», сообщает, что в этом году в Дельфах погиб баснописец Эзоп, и по этому поводу излагает в 8 главах 29 басен. Эти басни, говорит автор, могут быть с успехом использованы при составлении проповедей.
В некоторых рукописях к басням «Ромула» присоединяются так называемые fabulae extravagantes — басни неизвестного происхождения, изложенные очень народным языком, подробно и красочно и приближающиеся по типу к животной сказке.
- Из двух прозаических парафраз Авиана одна без заглавия, другая обозначена как Apologi Aviani.
- Три стихотворных парафразы озаглавлены «Новый Авиан», выполнены элегическими дистихами и относятся к XII веку. Автор одной из парафраз называет себя vates Astensis («поэт из Асти», города в Ломбардии). Ещё одна принадлежит опять-таки Александру Неккаму.

### Возрождение
В эпоху Возрождения распространяющееся знание греческого языка открыло европейскому читателю доступ к первоисточнику — к греческим басням Эзопа. С 1479 года, когда итальянский гуманист Аккурсий выпустил первое печатное издание басен Эзопа, начинается развитие новоевропейской басни.

## Басня в русской литературе
В русскую литературу басня проникла несколько столетий назад. Уже в XV—XVI веках пользовались популярностью басни, пришедшие через Византию с Востока. В дальнейшем стали известны и басни Эзопа, жизнеописания которого были в большом ходу в XVII и XVIII веках (лубочные книги).
В 1731 году Антиох Кантемир написал, подражая Эзопу, шесть басен. Также, с баснями выступали Василий Тредьяковский, Александр Сумароков (первый дал подражания Эзопу, второй — переводы из Лафонтена и самостоятельные басни).
Художественными становятся басни у Ивана Хемницера (1745—1784), переводившего Лафонтена и Христиана Геллерта, но писавшего и самостоятельные басни; у Ивана Дмитриева (1760—1837), переводившего французов: Лафонтена, Флориана, Антуана де Ламотта, Антуана Венсана Арно и у Александра Измайлова (1779—1831), большая часть басен которого самостоятельна. Современники Измайлова и ближайшее к нему поколение очень ценили его басни за их естественность и простоту, давая автору имя «русского Теньера» и «дружки Крылова».
Высокого мастерства в искусстве басни достиг Иван Андреевич Крылов (1768—1844). Переводы и подражания у него почти отсутствуют, хотя в своём творчестве Крылов опирался на произведения Эзопа, Федра, Лафонтена. После Крылова в русской литературе басня осталась только в виде шутки или пародии.

## Животные басни
Животные басни — это басни, в которых животные (волк, сова, лисица) действуют как человек.
Лисе свойственна хитрость, сове — мудрость. Гусь считается глупым, лев — мужественным, змея — коварной. Качества сказочных животных взаимозаменяемы. Сказочные животные представляют определённые характерные черты людей.
Морализированное естествознание античных животных басен оформилось в конце концов в сборники, известные под заглавием «Физиоло́г».

## Известные баснописцы
- Эзоп
- Жан де Лафонтен
- Иван Крылов
- Демьян Бедный
- Олеся Емельянова
- Василий Майков
- Федр
- Авиан
- Бабрий
- Сергей Михалков
- Бисента Могель
- Александр Сумароков
- Иван Дмитриев
- Людвиг Хольберг
- Григорий Саввич Сковорода
- Пётр Гулак-Артемовский
- Левко Боровиковский
- Евгений Гребёнка
- Леонид Глибов
- Лев Толстой
- Дэвид Седарис